# Championnats du monde d'athlétisme en salle 2008
Navigation
- 1985
- 1987
- 1989
- 1991
- 1993
- 1995
- 1997
- 1999
- 2001
- 2003
- 2004
- 2006
- 2008
- 2010
- 2012
- 2014
- 2016
- 2018
- 2022
- 2024
- 2025

Les 12es Championnats du monde d'athlétisme en salle se sont tenus du 7 au 9 mars 2008 au Palais vélodrome Luis Puig de Valence, en Espagne. 646 athlètes (dont 272 femmes) issus de 158 nations ont pris part aux 26 épreuves du programme (13 masculines et 13 féminines).

## Faits marquants
La Russe Yelena Soboleva établit un nouveau record du monde du 1 500 mètres en salle avec le temps de 3 min 57 s 71.
Initialement victorieuse, elle est finalement disqualifiée pour dopage et son record annulé.

## Résultats

### Hommes
| Épreuves         | Or                                                                           | Argent                                                                               | Bronze                                                                                          |
| 60 m             | Olusoji Fasuba 6 s 51                                                        | Dwain Chambers 6 s 54                                                                | -                                                                                               |
| 60 m             | Olusoji Fasuba 6 s 51                                                        | Kim Collins 6 s 54                                                                   | -                                                                                               |
| 400 m            | Tyler Christopher 45 s 67                                                    | Johan Wissman 46 s 04                                                                | Chris Brown 46 s 26                                                                             |
| 800 m            | Abubaker Kaki Khamis 1 min 44 s 81                                           | Mbulaeni Mulaudzi 1 min 44 s 91 (NR)                                                 | Youssef Saad Kamel 1 min 45 s 26                                                                |
| 1 500 m          | Deresse Mekonnen 3 min 38 s 23                                               | Daniel Kipchirchir Komen 3 min 38 s 54                                               | Juan Carlos Higuero 3 min 38 s 82                                                               |
| 3 000 m          | Tariku Bekele 7 min 48 s 23                                                  | Paul Kipsiele Koech 7 min 49 s 05                                                    | Abreham Cherkos 7 min 49 s 96                                                                   |
| 60 m haies       | Liu Xiang 7 s 46                                                             | Allen Johnson 7 s 55                                                                 | Evgeniy Borisov 7 s 60                                                                          |
| 60 m haies       | Liu Xiang 7 s 46                                                             | Allen Johnson 7 s 55                                                                 | Stanislavs Olijars 7 s 60                                                                       |
| 4 × 400 m        | États-Unis James Davis Jamaal Torrance Greg Nixon Kelly Willie 3 min 06 s 79 | Jamaïque Michael Blackwood Edino Steele Adrian Findlay DeWayne Barrett 3 min 07 s 69 | République dominicaine Arismendy Peguero Carlos Santa Pedro Mejia Yoel Tapia 3 min 07 s 77 (NR) |
| Saut en hauteur  | Stefan Holm 2,36 m                                                           | Yaroslav Rybakov 2,34 m                                                              | Andra Manson Kyriakos Ioannou 2,30 m                                                            |
| Saut à la perche | Evgeniy Lukyanenko 5,90 m                                                    | Brad Walker 5,85 m                                                                   | Steven Hooker 5,80 m                                                                            |
| Saut en longueur | Godfrey Mokoena 8,08 m                                                       | Chris Tomlinson 8,06 m                                                               | Mohamed Salman Al-Khuwalidi 8,01 m                                                              |
| Triple saut      | Phillips Idowu 17,75 m (NR)                                                  | Arnie David Giralt 17,47 m                                                           | Nelson Évora 17.27 m                                                                            |
| Lancer du poids  | Christian Cantwell 21,77 m                                                   | Reese Hoffa 21,20 m                                                                  | Tomasz Majewski 20,93 m (NR)                                                                    |
| Heptathlon       | Bryan Clay 6 371 pts                                                         | Andrei Krauchanka 6 234 pts (NR)                                                     | Dmitriy Karpov 6 131 pts                                                                        |

### Femmes
| Épreuves         | Or                                                                                  | Argent                                                                                | Bronze                                                                                 |
| 60 m             | Angela Williams 7 s 06                                                              | Jeanette Kwakye 7 s 08 (NR)                                                           | Tahesia Harrigan 7 s 09 (NR)                                                           |
| 400 m            | Olesya Zykina 51 s 09                                                               | Natalya Nazarova 51 s 10                                                              | Shareese Woods 51 s 41                                                                 |
| 800 m            | Tamsyn Lewis 2 min 02 s 57                                                          | Tetiana Petlyuk 2 min 02 s 66                                                         | Maria Mutola 2 min 02 s 97                                                             |
| 1 500 m          | Gelete Burka 3 min 59 s 75                                                          | Maryam Yusuf Jamal 3 min 59 s 79                                                      | Daniela Yordanova 4 min 04 s 19                                                        |
| 3 000 m          | Meseret Defar 8 min 38 s 79                                                         | Meselech Melkamu 8 min 41 s 50                                                        | Mariem Alaoui Selsouli 8 min 41 s 66                                                   |
| 60 m haies       | LoLo Jones 7 s 80                                                                   | Candice Davis 7 s 93                                                                  | Anay Tejeda 7 s 98                                                                     |
| 4 × 400 m        | Russie Yuliya Gushchina Tatyana Levina Natalya Nazarova Olesya Zykina 3 min 28 s 17 | Biélorussie Anna Kozak Iryna Khliustava Sviatlana Usovich Ilona Usovich 3 min 28 s 90 | États-Unis Angel Perkins Miriam Barnes Shareese Woods Moushaumi Robinson 3 min 29 s 30 |
| Saut en hauteur  | Blanka Vlašić 2,03 m                                                                | Yelena Slesarenko 2,01 m                                                              | Vita Palamar 2,01 m (NR)                                                               |
| Saut à la perche | Yelena Isinbayeva 4,75 m                                                            | Jennifer Stuczynski 4,75 m                                                            | Fabiana Murer Monika Pyrek 4,70 m                                                      |
| Saut en longueur | Naide Gomes 7,00 m                                                                  | Maurren Maggi 6,89 m                                                                  | Irina Simagina 6,88 m                                                                  |
| Triple saut      | Yargelis Savigne 15,05 m                                                            | Marija Šestak 14,68 m                                                                 | Olga Rypakova 14,58 m (AR)                                                             |
| Lancer du poids  | Valerie Vili 20,19 m                                                                | Li Meiju 19,09 m                                                                      | Misleydis González 18,75 m (PB)                                                        |
| Pentathlon       | Tia Hellebaut 4 867 pts                                                             | Kelly Sotherton 4 852 pts                                                             | Anna Bogdanova 4 753 pts                                                               |

## Tableau des médailles
| Rang | Nation                     | Or | Argent | Bronze | Total |
| ---- | -------------------------- | -- | ------ | ------ | ----- |
| 1    | États-Unis                 | 5  | 5      | 3      | 13    |
| 2    | Russie                     | 4  | 3      | 3      | 10    |
| 3    | Éthiopie                   | 4  | 1      | 1      | 6     |
| 4    | Royaume-Uni                | 1  | 4      |        | 5     |
| 5    | Cuba                       | 1  | 1      | 1      | 3     |
| 6    | Suède                      | 1  | 1      |        | 2     |
| 6    | Afrique du Sud             | 1  | 1      |        | 2     |
| 8    | Australie                  | 1  |        | 1      | 2     |
| 8    | Chine                      | 1  |        | 1      | 2     |
| 8    | Portugal                   | 1  |        | 1      | 2     |
| 11   | Belgique                   | 1  |        |        | 1     |
| 11   | Canada                     | 1  |        |        | 1     |
| 11   | Croatie                    | 1  |        |        | 1     |
| 11   | Nouvelle-Zélande           | 1  |        |        | 1     |
| 11   | Nigeria                    | 1  |        |        | 1     |
| 11   | Soudan                     | 1  |        |        | 1     |
| 17   | Biélorussie                |    | 3      |        | 3     |
| 18   | Kenya                      |    | 2      |        | 2     |
| 19   | Bahreïn                    |    | 1      | 1      | 2     |
| 19   | Brésil                     |    | 1      | 1      | 2     |
| 19   | Ukraine                    |    | 1      | 1      | 2     |
| 22   | Grèce                      |    | 1      |        | 1     |
| 22   | Jamaïque                   |    | 1      |        | 1     |
| 22   | Saint-Christophe-et-Niévès |    | 1      |        | 1     |
| 25   | Pologne                    |    |        | 2      | 2     |
| 26   | Bahamas                    |    |        | 1      | 1     |
| 26   | Îles Vierges britanniques  |    |        | 1      | 1     |
| 26   | Chypre                     |    |        | 1      | 1     |
| 26   | République dominicaine     |    |        | 1      | 1     |
| 26   | Kazakhstan                 |    |        | 1      | 1     |
| 26   | Lettonie                   |    |        | 1      | 1     |
| 26   | Maroc                      |    |        | 1      | 1     |
| 26   | Mozambique                 |    |        | 1      | 1     |
| 26   | Arabie saoudite            |    |        | 1      | 1     |
| 26   | Slovénie                   |    |        | 1      | 1     |
| 26   | Espagne                    |    |        | 1      | 1     |
|      | Total                      | 26 | 27     | 28     | 81    |